# Следствие ведут ЗнаТоКи
«Сле́дствие веду́т ЗнаТоКи́» — цикл советских детективных телефильмов по сценариям Ольги и Александра Лавровых, один из самых популярных советских телесериалов. Главные герои сериала — три работника московской милиции: следователь Павел Знаменский, инспектор уголовного розыска Александр Томин и эксперт-криминалист Зинаида Кибрит (в последних двух сериях 2002 года — Татьяна Китаева). Слово «ЗнаТоКи» — акроним из первых слогов фамилий главных героев — было написано в таком виде в названиях первых четырёх фильмов; в большинстве последующих серий коллективное наименование, как и название в целом, оформлялось заглавными буквами (дела № 5—10, 12, 14—15, 18—20, 22—24), иногда принимая вид «знатоки» (дела № 11, 16, 21) и «Знатоки» (дела № 13, 17). Основная часть цикла состоит из 22 фильмов («дел»), вышедших с 1971 по 1989 год, а фильмы № 23—24, вышедшие в 2002 году, известны также под названием «Следствие ведут ЗнаТоКи. Десять лет спустя».
Телесериал был создан по инициативе министра внутренних дел СССР Николая Щёлокова, который преследовал цель «очеловечить» образ советского милиционера для широкой аудитории, а также вести разъяснительную работу, направленную на профилактику преступности.
Телесериал пользовался большой популярностью у телезрителей Советского Союза, достигнув пика популярности в конце 1970-х — начале 1980-х годов. Актёры, игравшие «ЗнаТоКов», хотя и были до того известны кинозрителю, именно благодаря телесериалу приобрели всесоюзную славу.

## Общая информация
«ЗнаТоКи» с 1971 по 2002 год на экране расследовали разнообразные уголовные дела: от убийств, грабежей, фальшивомонетничества до хищений на плодоовощной базе и подпольной торговли золотом и произведениями искусства. В деле № 2 они даже изобличают иностранного шпиона. Для «ЗнаТоКов» характерна кабинетная, несколько рутинная следственная работа. В телесериале всего одна погоня и очень мало стрельбы и драк — главный упор сделан на возникающие по ходу дела этические проблемы, на столкновение и взаимодействие характеров. До 1989 года в телесериале не было натуралистических подробностей кровавых и жестоких преступлений, зато детально проработаны характеры преступников. В связи с этим, как отмечал журнал «Советский экран», иногда актёры, играющие роли преступников, затмевали собой главных героев телесериала.
Телесериал, следуя традициям классического детектива, показывает совершенный образ борца с преступностью, в данном случае советского милиционера. Фильмы создают образы работников милиции, к которым настоящие сотрудники МВД должны стремиться, что, возможно, и стало причиной любви телезрителей к телесериалу. «ЗнаТоКи» раскрывают все преступления, и никому не удаётся уйти от возмездия советского правосудия (за редким исключением). Телезритель убеждается в неотвратимости наказаний за правонарушения, пусть даже и скрытые на некоторое время, и особое внимание придаётся сценам искреннего раскаяния преступников. Из общего материала фильмов можно сделать вывод, что не бывает законченных, неисправимых негодяев, а бывает неквалифицированная работа органов охраны правопорядка, которые иногда не способны вовремя пресечь готовящееся или развивающееся правонарушение и вывести оступившегося человека на путь раскаяния и последующего исправления.
Песня Марка Минкова на слова Анатолия Горохова «Незримый бой» («Наша служба и опасна, и трудна…»), которая звучит с первого по семнадцатый, а также в последних двух фильмах, и которую исполняют Эдуард Лабковский совместно с Анатолием Гороховым, стала неофициальным гимном советской, а впоследствии российской милиции и полиции.
Среди актёров, сыгравших в «ЗнаТоКах» различных злодеев и заблудших душ, народные артисты СССР Леонид Броневой, Армен Джигарханян, Георгий Менглет, Леонид Марков, Владимир Самойлов, Борис Тенин, Владимир Кенигсон, а также народные артисты РСФСР и народные артисты РФ Николай Волков,  Борис Иванов, Александр Белявский, Николай Караченцов, Леонид Куравлёв, Наталья Гундарева, Александр Михайлов, Пётр Щербаков, Никита Подгорный, Валерий Носик, Валерий Хлевинский, Евгений Лазарев, Владимир Сошальский,  Юрий Катин-Ярцев, Всеволод Шиловский, Евгений Герасимов, Всеволод Сафонов, Марина Неёлова, Лидия Федосеева-Шукшина, Александр Пороховщиков, Сергей Проханов, заслуженная артистка РСФСР Эмилия Мильтон и другие.
Некоторые актёры снимались в сериале несколько раз в разных ролях. Например, Антонина Дмитриева участвовала в деле № 7 в роли Марьяны Локтевой и в деле № 19 в роли Елены Уваровой. Василий Бочкарёв играл водителя такси Кирпичёва в деле № 12 и отца-одиночку Барсукова в деле № 20. Николай Пастухов, играющий в деле № 8 роль замначальника Еловского РОВД Гусева, снимался также в деле № 11. Там он играет одну из главных ролей — подследственного Тобольцева. Александр Хотченков играет парня-студента Костю в Деле № 3 «С поличным» и Сеню Климова в Деле № 17 «Он где-то здесь». Тигран Давыдов играет подсудимого Преображенского в Деле № 1 «Чёрный маклер» и лжесвидетеля Василия Семёновича Мосина, сотрудника конторы по озеленению в Деле № 7 «Несчастный случай».

## История создания
Телесериал «Следствие ведут ЗнаТоКи» был создан по инициативе Министерства внутренних дел СССР. Министр внутренних дел в 1966—1982 годах Николай Щёлоков проводил глубокие реформы советской милиции, которые ставили своей целью повышение престижа милиции среди населения, падение уровня преступности, предупреждение преступлений и повышение среднего интеллектуального уровня советского милиционера. Например, по инициативе Щёлокова было создано более 15 высших учебных заведений для работников милиции. Таким образом, создание телевизионных программ, повышающих престиж советской милиции и направленных на предупреждение преступлений, было приоритетным направлением. Характерным эпизодом этого периода является встреча Щёлокова с Владимиром Высоцким, где министр лично попросил актёра надеть милицейскую форму в телесериале «Место встречи изменить нельзя».

### Разработка
Организация новых телеспектаклей была поручена старшему редактору Главной редакции литературно-драматических программ Центрального телевидения Эмилии Каширниковой, которая после детального анализа современной советской детективной литературы остановила свой выбор на авторском тандеме супругов Ольги и Александра Лавровых. Так, в 1969 году по рассказу Лавровых режиссёром Евгением Ануфриевым был снят телеспектакль «Солдаты в синих шинелях», который имел зрительский успех, и авторский тандем получил заказ на разработку цикла с общими актёрами. К началу 1970 года Лавровы представили сценарии первых четырёх серий: «Чёрный маклер», «Расскажи, расскажи, бродяга», «Естественная убыль» и «Волшебные узоры», из которых в дальнейшем редакторы и режиссёры сделали пять отдельных телеспектаклей. Так, повесть «Чёрный маклер» была разбита на первую и третью серию, повесть «Расскажи, расскажи, бродяга» стала второй серией, повесть «Естественная убыль» превратилась в четвёртую серию, а повесть «Волшебные узоры» в пятую.
Редакция телевидения и министерство внутренних дел одобрили сценарии. Эмилия Каширникова, много лет проработавшая вместе с Лавровыми на телевидении, отмечала:

Лавровы хорошо владели материалом — часто в основе того или иного спектакля лежали подлинные уголовные дела, у них было потрясающее предвидение, в их работах всегда поднимались проблемы, в решении которых были заинтересованы органы внутренних дел: принятие новых решений, постановлений. Они чувствовали «горящую» тему и разрабатывали очередной сценарий с учётом её. Александр и Ольга Лавровы были хорошо известны своими статьями, книгами, сценариями документальных кинолент о правовом воспитании, о предупреждении преступности и борьбе с ней.

Успеху Лавровых способствовало несколько обстоятельств. Во-первых, Александр Лавров много лет проработал в следственном управлении МВД и хорошо знал работу милиции изнутри, а также был в курсе реформаторских инициатив, спускаемых сверху. Во-вторых, Лавровы много лет интересовались практикой предупреждения преступлений и в 1960-е годы опубликовали несколько публицистических произведений на эту тему, включая книги «Чтобы не совершилось преступление», «Товарищ ребёнок», «Воспитание чувств» и «Вы, ваш ребёнок и мир вокруг». Поэтому неслучайно, что образ Павла Знаменского, образованного, вежливого, участливого следователя, искренне переживающего о том, чтобы преступление больше не повторилось, так удачно сочетался с идеологией реформирования милиции и с задачей, поставленной Щёлоковым — очеловечить образ милиционера.

## Содержание
Тройка главных героев составляет единую команду по функциональному признаку — у каждого из «ЗнаТоКов» своя роль: Знаменский проводит допросы и работает с документами, Томин ищет улики и охотится за подозреваемыми, а Кибрит проводит технические экспертизы. Как правило, все решения «ЗнаТоКов» коллективные, они советуются друг с другом. Типичному для западных детективных историй индивидуальному любопытству и стремлению сыщика в «ЗнаТоКах» места почти не отведено, здесь коллективный ум работников милиции борется против коллектива преступников. В отличие от типичного детектива, в большинстве фильмов цикла преступник известен практически сразу, и интрига закручивается лишь вокруг привлечения преступника к ответу — сумеют ли докопаться «ЗнаТоКи» до истины? Неоднократно главной загадкой фильма становятся причины нелогичного поведения подозреваемого или свидетеля. С другой стороны, как и принято в современном жанре телесериалов, в том числе детективных, главные герои оставались совершенно неизменными в течение всего периода.
Излюбленный приём Лавровых — переплетать два отдельных преступления таким образом, чтобы в концовке фильма они каким-то образом соединились. Чаще всего «ЗнаТоКи», начиная расследование таких преступлений порознь, обнаруживают, что нити ведут в один и тот же рассадник «зла».

### Дела № 1—6
Съёмки начались очень быстро. Консультантом цикла был назначен заместитель Щёлокова генерал-лейтенант юстиции Борис Викторов, а режиссёром — Вячеслав Бровкин. Подбор актёров, согласно требованию редакции, должен был осуществляться на базе одного театра, и Бровкин остановил выбор на театре на Малой Бронной. Первоначально все исполнители тройки главных героев были подобраны из этого театра. Так, на роль Знаменского был выбран Георгий Мартынюк, а на роль Томина Леонид Каневский. Роль Зиночки должна была сыграть Анна Антоненко, однако в связи с её беременностью в последний момент пришлось сделать замену, и Александр Лавров порекомендовал на роль Зиночки Эльзу Леждей из театра киноактёра. Анна Антоненко позже сыграла роль Масловой в деле №. 4.
Для вхождения в роль будущие Знаменский, Томин и Кибрит регулярно проходили подготовку в МВД. Им разрешалось присутствовать на допросах и даже выезжать на обыски. С другой стороны, все нюансы сценария должны были согласовываться с Викторовым. Удачной оказалась наскоро написанная для телесериала песня «Незримый бой», впоследствии отмеченная премией МВД. Автор музыки — Марк Минков, слова — А. Горохова. По воспоминаниям композитора, он сочинил мелодию к этой песенке за несколько минут, шагая от дома к пивному ларьку на Арбате.
Первые пять фильмов были отсняты за один год, по тем временам очень быстро. Почти все сцены сняты в закрытых помещениях с минимальным числом декораций, и лишь в концовке фильмов тройка главных героев снята в автомашине «Волга», едущей по Садовому кольцу. Съёмки велись немного по-семейному, например, в деле № 2 в роли бродяги, который оказался иностранным шпионом, снялся сам режиссёр-постановщик Вячеслав Бровкин, а в роли дежурной Ниночки снялась первая жена Георгия Мартынюка — Валентина. Первые четыре фильма односерийные, а пятый и шестой уже были разбиты на две серии.

### Дела № 7—9
Телесериал быстро завоевал популярность у советского телезрителя, и главные актёры стали хорошо узнаваемы. Практику на Петровке, которую регулярно проходили исполнители главных ролей, пришлось прекратить. Если ранее Мартынюка, Леждей и Каневского представляли как студентов-юристов и разрешали присутствовать на следственных мероприятиях, то теперь арестованные узнавали в них «ЗнаТоКов». По воспоминаниям Георгия Мартынюка, один из подследственных, реагируя на резкие действия своего настоящего следователя, стал апеллировать к нему с фразой «А вот следователь Знаменский с подследственными всегда разговаривает только вежливо». Леонид Каневский тоже вспоминал, что однажды арестованная заведующая магазином обратилась к нему «товарищ Томин».
С седьмого фильма в телесериале увеличивается число уличных сцен и актёров второго плана, а постановщика Вячеслава Бровкина поначалу сменяет Юрий Кротенко, который режиссировал дела 7, 8, 10, 19. 1973 год оказался переломным в истории телесериала. Изначально он задумывался состоящим из 5—6 фильмов, и когда в связи со зрительским успехом и требованиями МВД съёмки продолжились, Леонид Каневский хотел навсегда оставить роль Томина, и авторы готовились продолжать телесериал без него. Капитан Токарев из ОБХСС в исполнении Анатолия Грачёва был «запасным То-» для «ЗнаТоКов», а актёрское мастерство сыщиков в связи с уходом Каневского должен был усилить Лев Дуров, вводившийся в фильмах № 7—8 в роли капитана ГАИ Филиппова. В деле № 7 Томин присутствует в единственном эпизоде, когда Знаменский заходит к нему домой посоветоваться, а все типичные функции Томина берёт на себя капитан Филиппов. В деле № 8 Томин должен был погибнуть, однако после его очевидной смерти лавина писем, обрушившаяся на телевидение, вынуждает сохранить тройку полюбившихся телезрителям героев. Вячеслав Бровкин вспоминает:

К нам в редакцию пришло несколько тысяч писем примерно такого содержания: «Убьёте Томина — продадим телевизор». Так что в следующем фильме Томин у нас «выздоровел».

### Дела № 10—17
С дела № 10 в 1975 году телесериал из чёрно-белого становится цветным, а Знаменский и Кибрит по требованию МВД бросают курить. Дело № 10 впервые в цикле состояло из трёх серий и было снято Юрием Кротенко с большим числом уличных сцен. Съёмки из студийных павильонов впервые переносятся в здания управления МВД. На «ЗнаТоКов» обращает внимание критика, в журнале «Советский экран» появляется небольшая, в целом положительная рецензия, отмечающая, однако, тот факт, что отрицательные персонажи затмевают мастерством главных героев:

Рядом с Евгением Евгеньевичем (Георгий Менглет) и его способным учеником Федей Ферапонтиковым (Валерий Носик) заметно потускнели, задержались, что ли, на каком-то возрастном рубеже наши давние знакомцы с Петровки, 38 — Пал Палыч Знаменский, Шурик Томин и Зиночка Кибрит. Для них у авторов не нашлось новых красок».

Дела № 11—15 выходят вновь в постановке Вячеслава Бровкина, дело № 16 снимает Виктор Турбин, а дело № 17 — Геннадий Павлов. В этот период цикл отмечается правительственными наградами. Киносценарий трёхсерийного дела № 10, завоевал первую премию Всесоюзного конкурса МВД СССР и Союза писателей СССР, а сценарий дела № 16 — вторую премию на этом конкурсе. «Следствие ведут ЗнаТоКи» в этот период, по оценке Леонида Парфёнова, находится на пике своей популярности среди советской телеаудитории.
Смерть Леонида Брежнева и избрание Юрия Андропова на пост Генерального секретаря ЦК КПСС, привели к смене руководства МВД. Консультанты телесериала «Следствие ведут ЗнаТоКи» тоже поменялись. По воспоминаниям А. Лаврова, однажды Андропов лично принял участие в цензурировании телесериала и полностью изменил вторую часть дела № 17:

Сценарий фильма «Он где-то здесь» Сергей Лапин сам прочёл с нами, обсудил, самолично потом поставил фильм в программу. А какой-то его же подчинённый в последний момент снял с показа, да ещё обвинил Председателя Гостелерадио в… антипартийности! Повезли на дачу генсеку Андропову. «Так резко ещё рано», — вынес он приговор. Пришлось вторую половину детектива изобретать и снимать заново, и зрителям преподнесли сей гибрид

Несмотря на растущую популярность, съёмки телесериала в 1982 году прекращаются в связи с перестановками во власти. Министр Николай Щёлоков, покровитель телесериала, со скандалом лишился своего поста, над ним нависла угроза возбуждения уголовного дела, и он покончил с собой. Многие проекты Щёлокова, включая «ЗнаТоКов», замораживаются или закрываются.

### Дела № 18—22

Начальник ЖЭКа Мусницкий делает последнюю отчаянную попытку дозвониться к своему покровителю Михаил Самсонычу (дело № 21)

Три года спустя, в 1985 году, цикл неожиданно возобновляют, но инициатор воскрешения «ЗнаТоКов» неизвестен даже создателям телесериала. Дело № 18 снимает Виктор Турбин, снявший ранее дело № 16. По каким-то причинам, возможно, в рамках борьбы со «щёлоковщиной», и к большому недовольству телезрителей, традиционную песню-заставку «Незримый бой» сменяет песня композитора Давида Тухманова на стихи Роберта Рождественского «Мы с тобой за этот город отвечаем».
Дело № 19 вновь снимает Юрий Кротенко, дело № 20 — Василий Давидчук, дело № 21 снимает после длительного перерыва В. Бровкин. В этот период в СССР начинается перестройка, а усиливающаяся гласность уже не позволяет сохранять телесериал в тех идеализированных рамках, в которых он был задуман изначально. Размах преступности, демонстрируемый в «ЗнаТоКах», и проблемы страны (в том числе практика давления на милицию со стороны партийных органов) демонстрируются в телесериале всё более реалистично, хотя главные герои остаются по-прежнему честными милиционерами, преданными своему долгу.

В 1989 году в связи с серьёзными изменениями в стране сменилось руководство Центрального телевидения. Незадолго до премьеры дела № 22 была заменена бессменный редактор телесериала Э. Каширникова. По воспоминаниям Лавровых: 
Новая наша наставница с места в карьер изумила: «Вот если б Знаменского и Томина арестовали за взятки! Как было бы интересно и свежо!»
Дело № 22 было снято Г. Павловым (ранее снявшим дело № 17). В этом эпизоде страна, в которой работают «ЗнаТоКи», полностью преображается — на экране показана организованная преступность, убийства, рэкет, торговля наркотиками, а главный преступник и вовсе ускользает от Знаменского. В этом эпизоде куда больше жестокости, мрачной музыки, созданной на синтезаторе, есть кровавые преступления и даже моменты сексуального характера.
В результате, несмотря на то, что съёмки следующего фильма цикла о хищении золота с приисков уже были подготовлены, Центральное телевидение без официального объяснения причин отказывается от продолжения телесериала. Авторы связывают это решение с крайне негативным отношением к милиции, которое возникло в это время в советском обществе в результате политики гласности. Советские «ЗнаТоКи» закончились на странной и неожиданно мрачной ноте.

### Дела № 23—24
В 2002 году, уже в другую историческую эпоху, была предпринята удачная попытка ненадолго возродить телесериал. Режиссёры Владимир Хотиненко и Вячеслав Сорокин сняли ещё два дела с участием постаревших Томина и Знаменского (№ 23 и № 24), которых сыграли Л. Каневский и Г. Мартынюк. З. Я. Кибрит в телесериале уже нет, она лишь упоминается, как погибшая в автокатастрофе. На её месте в последних делах работает молодой эксперт Китаева в исполнении актрисы Лидии Вележевой. В последних двух сериях снова звучит песня «Незримый бой» композитора М. Минкова, но только тема — без слов А. Горохова. Трансляцию вёл Первый канал.
В этих фильмах появляются специфические реалии постсоветской России — валютные операции, ставшие легальными, частные охранные и адвокатские структуры, Интернет, хакеры и мобильные телефоны. В этих «делах» больше экшна, преступления более запутанные и жестокие, а расследования очень динамичные.

## Герои

### Павел Знаменский

Павел Знаменский и Зинаида Кибрит

Павел Павлович Знаменский (в ходе сериала вырос в звании от майора до полковника юстиции) — следователь (впоследствии следователь по особо важным делам), квалифицированный аналитик, внимательный к деталям, а главное — отличный психолог и мастер допроса. В любом подозреваемом он видит прежде всего человека, и этим побеждает в нём преступника. Очень совестливый, мужественный и добрый человек, Знаменский обладает обострённым чувством справедливости. Иной раз даже способен нарушить букву закона, чтобы поступить по совести. Показательной чертой образа Знаменского является его прямота и нелюбовь к применению жёстких методов психологического воздействия на подследственных. Так, в его беседе с Шахиней в деле № 1, отказавшись от напрашивающихся уловок и следственных хитростей, Знаменский открывает карты. Он не раз озадачивает Томина и Кибрит своим нежеланием «добивать» загнанного в угол подозреваемого. Например, в деле № 3 он прерывает допрос огорошенного Силина («Нельзя бить в самое больное место!»), а в деле № 20 — прижатого к стенке Виктора Подкидина.
Награждён орденом «Знак Почёта», медалями «За трудовую доблесть», «За доблестный труд в ознаменование 100-летия со дня рождения В. И. Ленина», «50 лет советской милиции», «За безупречную службу» III и II степеней.
В телесериале Знаменский не желает ненавидеть преступника, он ненавидит лишь преступление и искренне расстраивается, когда чьи-то вопиющие действия вызывают у него чувство ненависти. Например, в деле № 11 после того, как вскрывается подлость против Тобольцева, говорит: «Ненавижу, когда приходится ненавидеть!» Открытую ярость к подследственному Знаменский позволяет себе только в деле № 2, когда в жалком бродяге распознает холодного, расчётливого и безжалостного шпиона. Другой случай презрения к преступнику проявляется у Знаменского в деле № 20. Беспринципный циник-мажор Марат Былов довел до самоубийства родную мать, но нисколько не отягощен этим, чем вызвал у обычно доброго следователя лишь сильнейшее омерзение. В тех ситуациях, когда подозрения направлены против самого Знаменского (дело № 10 и № 16), он подчёркнуто устраняется от собственной защиты, объясняя это тем, что верит в систему правосудия, а если перестанет верить, то не сможет работать. Г. Мартынюк, отзываясь о роли Знаменского, жаловался:

Мне порой было даже скучновато играть эту роль, там же в характерах ничего не развивалось. … тогда я соглашался практически на любые роли, даже особо не читая сценарий — только чтобы сыграть что-то новое, другое. Поднадоедал мне Знаменский.

Знаменский не женат, живёт с матерью (её играет Вера Васильева на протяжении всего телесериала) — врачом-психиатром и младшим братом Леонидом. Отец Знаменского, учёный-палеоботаник, погиб, заразившись «редкой лихорадкой». Следователь содержит пса, имеет хобби фехтование. Павел Знаменский явно неравнодушен к Зинаиде Кибрит; в деле № 8 выясняется, что у них когда-то намечались серьёзные отношения, но потом всё «перешло в хроническую форму». Изначально Лавровы планировали любовный роман и бракосочетание между Зиночкой и Знаменским, и намёки на такое развитие сюжета сохраняются в первых фильмах цикла, однако цензоры из МВД не разрешили такой поворот, и Зиночке «подобрали» мужа на стороне. В. Бровкин вспоминал, что многие телезрители («а особенно телезрительницы») тоже были против женитьбы Знаменского.
Герою дана фамилия Вадима Николаевича Знаменского (1931—2005), служившего в органах МВД и прокуратуры (последнее место службы — прокуратура города Калининграда Московской области).

### Александр Томин

Александр Томин

Александр Николаевич Томин — инспектор (впоследствии — старший инспектор) уголовного розыска. Отважный боец и артистичный импровизатор, балагур, но отнюдь не пустослов. В его обязанности входят оперативно-розыскные мероприятия, и Томин — частый поставщик новых фактов. В отличие от Знаменского, Томин, как правило, не носит милицейской формы, он боец незримого фронта, и во многих фильмах цикла его задача сводится к перевоплощению — он входит в доверие к преступникам, чтобы их разоблачить («С поличным», «Ответный удар», «Подпасок с огурцом», «Полуденный вор», «Без ножа и кастета»). По словам Зиночки, Томин обладает «несносной привычкой подкрадываться как кошка».
Награждён орденами Красной звезды и Знак Почёта, медалями «За доблестный труд в ознаменование 100-летия со дня рождения В. И. Ленина», «50 лет советской милиции», «За безупречную службу» III и II степени.
В «ЗнаТоКах» Томин начинает карьеру капитаном, a в деле № 4 получает звание майора. Любопытно, что в соответствующей повести Лавровых «Естественная убыль» это повышение отсутствует. По воспоминаниям Л. Каневского, Томин получает звание майора в связи с письмами на телевидение розыскников-сотрудников милиции, которые были недовольны тем, что их представитель почему-то имеет звание ниже, чем следователь. Начиная с серии дело № 17 Томин стал носить усы. В деле № 20 становится известно, что Томин, как и Знаменский уже получил звание подполковника, и лично не проводит оперативное расследование, а координирует группы из нескольких розыскников.
Томин не женат и живёт вместе с матерью — Тамарой Георгиевной (в исполнении актрисы В. В. Сошальской-Розалион) — в одной из квартир дома № 34 на Большой Сыромятнической улице над четой пенсионеров, которые систематически просят его «ходить в мягких тапочках». В последних двух, постсоветских, сериях Томин женился, имеет сына, служит в чине полковника в Интерполе и живёт в городе Лионе (Франция). В последней серии возвращается в Москву в связи с истечением срока договора МВД с Интерполом.

### Зинаида Кибрит
Зинаида Яновна Кибрит (капитан, затем майор милиции) — эксперт-криминалист широкого профиля. Во многих делах её оценки и свидетельства с применением последних достижений науки играли решающую роль. Зиночке случалось и самой сталкиваться один на один с преступником (дело № 6), проявляя при этом завидное самообладание и находчивость. В середине телесериала вышла замуж за «умницу, спортсмена, без пяти минут доктора наук», который, однако, в телесериале не появляется.
Кибрит играет роль равноправного участника расследований, она говорит языком науки и нередко делает умозаключения, приводящие к решению задачи («дело № 1», «дело № 3», «дело № 6»). Тем не менее, в деле № 7 она называет себя «слабой женщиной», а в деле № 5 сетует о собственной оплошности: «Баба есть баба».
Актриса Э. Леждей скончалась в 2001 году, вследствие чего в двух последних фильмах вместо Зинаиды введена более молодая эксперт Китаева, ученица Кибрит, в исполнении Лидии Вележевой. В деле № 23 упоминается, что Зинаида Кибрит погибла в автокатастрофе.

### Начальник следственного управления
Образ начальника ЗнаТоКов претерпевает метаморфозы по мере развития сериала. В первых делах этот образ воплощён в полковнике Скопине — начальнике следственного управления, которого играет Семён Соколовский. В первых фильмах цикла ЗнаТоКи действуют самостоятельно и не нуждаются в руководящих указаниях свыше, а их начальство почти незаметно. Так, в деле № 4 Скопин соглашается с предложением Знаменского отпустить домой Маслову, в деле № 6 Скопин мимолётно появляется, чтобы проявить заботу о Зиночке, которую позволила себе шантажировать банда похитителей золота с приисков, а в деле № 7 Скопин посылает к Знаменскому журналиста. 
В деле № 10, когда телесериал впервые снимается с размахом (в цвете, в трёх сериях и в зданиях МВД), образ милицейского начальника преображается. В этом фильме цикла Скопин лично инициирует расследование и постоянно координирует взаимодействие различных подразделений милиции (следствия, уголовного розыска, ОБХСС, НТО), а когда над Знаменским повисает подозрение в доведении подследственного Баха до самоубийства, сам берётся за расследование и доводит дело до завершения. На экране ещё один идеальный образ — образ милицейского начальника, строгого к расхитителям, но сочувствующего бывшему освободившемуся преступнику, а также подчёркнуто внимательного к витиевато выражающейся старой женщине, обращение которой к Скопину и даёт толчок всему делу. Похожий образ начальника зритель может наблюдать и в деле № 14, где Скопин снова принимает участие в следственных мероприятиях, воспитывая молодого следователя Зыкова, которого играет Борис Щербаков. В деле № 17 Скопин предстаёт уже в чине генерала и справедливо рекомендует Знаменскому не затягивать прямое объяснение с женой Артамонова, Галиной.
В деле № 16 образ милицейского начальства иной. Евгений Соковин из службы внутренней безопасности милиции изучает поступивший сигнал о взятке, якобы данной Знаменскому кладовщиком Малаховым, которого играет Леонид Куравлёв, и по совместительству «заменяет начальство». Давнее знакомство Соковина и Томина оставляет определённый отпечаток панибратства на отношениях Соковина и ЗнаТоКов, и Соковин ведёт себя значительно мягче Скопина. В деле № 18 начальником ЗнаТоКов оказывается полковник Алексеев (роль исполняет Аристарх Ливанов), к делу 23 дослужившийся до генерал-лейтенанта, который грозит героям выговором за сорвавшееся преследование угонщиков машины, а в деле № 21 роль начальства достаётся безымянному генералу, которого играет Павел Морозенко. В этом фильме цикла генерал также выступает инициатором и координатором расследования, однако в отличие от предыдущих начальников и выглядит, и говорит этот генерал значительно добрее. В фильме он всё время как бы извиняется перед Знаменским за возникающие трудности и за давление партийных органов на милицию.

### Другие сотрудники милиции
В связи с тем, что ЗнаТоКи чаще всего расследуют хозяйственные преступления, в сериале регулярно появляются сотрудники ОБХСС.
- В первых сериях цикла завсегдатай у ЗнаТоКов старший инспектор ОБХСС Михаил Константинович Токарев, которого даже называют «запасным То». Его играет Анатолий Грачёв. Токарев появляется в деле № 4 и деле № 6.
- В деле № 10 сотрудник ОБХСС представлен более решительным и полезным персонажем — капитаном Андреем Ивановичем Медведевым, которого играет Юрий Горобец. Медведев оказывает реальную помощь в расследовании дела. В деле № 19 в роли сотрудника ОБХСС Томилина дебютирует Сергей Гармаш. В этом фильме Томилин (снова «запасной То») на равных участвует в расследовании со «ЗнаТоКами» и герои не устают подчёркивать, что между ОБХСС и уголовным розыском нет никаких проблем, несмотря на трудности с «разграничением сферы влияний».
- В деле № 7, которое связано с наездом на человека, Знаменскому помогает старший инспектор ГАИ Филиппов, которого играет Лев Дуров. В этом фильме Филиппов фактически заменяет Томина по своим функциям. Также у Филиппова эпизодическое появление в деле № 8, где он поздравляет мать Знаменского с юбилеем.
- В деле № 14 впервые появляется молодой следователь лейтенант Зыков в исполнении Бориса Щербакова. Спустя 23 года, вновь в качестве следователя он участвует в деле № 23, а в деле № 24 Зыков уже как сотрудник частного охранного агентства активно помогает следствию.

## Актуальность и влияние

### Цензура
Министерство внутренних дел СССР являлось и заказчиком, и спонсором, и главным цензором сериала. В СССР все телевизионные программы подвергались цензуре, поэтому авторы и редакторы сериала регулярно должны были получать множество разрешений от различных государственных инстанций, прежде чем очередная серия могла выйти на экран.
Во времена Н. Щёлокова главным цензором сериала от МВД были консультанты картины генерал Б. А. Викторов и полковник В. Ф. Статкус. По их требованию, например, ЗнаТоКи бросают курить, а на романе между Знаменским и Кибрит авторы вынуждены поставить крест. По воспоминанием главного режиссёра В. Бровкина:

...у нас было несколько консультантов, главный из которых — генерал-лейтенант Викторов, заместитель министра внутренних дел. Викторов получал сценарий каждой серии, внимательно его прочитывал, записывая на полях свои предложения и замечания. А потом вызывал съёмочную группу к себе на ковёр в здание министерства на улице Огарёва. Но не скажу, что с его стороны по отношению к нам принимались какие-то особо жёсткие меры.

Со стороны телевидения цензуру осуществляли тогдашние председатель Гостелерадио С. Г. Лапин и главный редактор Э. Н. Мамедов, и с ними новые серии авторы обсуждали ещё на уровне замысла. Э. Каширникова, редактор «ЗнаТоКов», так описывала эти события:

...на сценарии приходилось получать подписи до 6—7 начальников разных организаций и служб: следственных органов, милиции, ОБХСС, пожарных. И это при том, что имелось разрешение от главного консультанта Б. А. Викторова. Существовала ещё и цензура на телевидении, её представители перед выходом в эфир визировали сценарии <...> А однажды была неожиданная и неприятная ситуация, связанная уже с готовым фильмом «До третьего выстрела». В воскресенье главный консультант с внуком, который учился тогда в начальных классах, приехали смотреть готовую работу. В фильме — главная героиня (её роль исполняла Анна Каменкова) отвечала за работу с молодёжью. В финале её убивали подростки, которым в руки попало оружие преступника. Вечером после просмотра консультант звонит авторам и требует переделать финал готового фильма, так как гибель замечательной молодой сотрудницы милиции не понравилась внуку. Долгие переговоры с консультантом привели к тому, что мы вынуждены были переснимать небольшую сцену и переозвучивать текст, который объяснял зрителям, что героиня ранена. Сколько эмоций вызвала бы истинная причина пересъёмки у режиссёра и актёров. Мы ведь скрывали её.

По воспоминаниям Эльзы Леждей, цензура МВД следила за тем, чтобы сериал не являлся для преступников источником полезной информации о работе милиции. В советское время за неимением других источников информации потенциальные преступники внимательно смотрели сериал, чтобы овладеть методами работы и знать, каких именно экспертиз стоит опасаться. Например, в начале 1970-х годов была задержана банда ростовских братьев Толстопятовых, которые, как оказалось, регулярно просматривали «ЗнаТоКов».

### Влияние телесериала на реальную жизнь
Обратной стороной строгого государственного контроля над телевидением являлось то, что если всё-таки какой-то сюжет допускался к эфиру, из этого можно было делать выводы об официальной государственной позиции по данному вопросу. В результате, чиновники на местах могли делать организационные выводы из транслируемых художественных произведений. Ольга и Александр Лавровы приводят такие известные им примеры, когда очередной фильм цикла имел неожиданные последствия. После выхода фильма «Подпасок с огурцом» Совет министров СССР принял долго тормозившееся постановление, ужесточающее вывоз из СССР художественных ценностей. После выхода фильма «Из жизни фруктов» Министерство финансов изменило порядок ведения документации на овощных базах страны, проблемы с которым обсуждали Знаменский и директор базы Чугунникова.
В редакцию «ЗнаТоКов» приходили тысячи писем с просьбой помочь в расследовании зависших дел. Редактор цикла Эмилия Каширникова вспоминала:

У моего стола стояли мешки с письмами. Читать многие из них было невероятно тяжело: родители просили разобраться, почему в армии погиб их единственный сын, кто его расстрелял из-за национальности; отец девочки, погибшей от лопастей моторной лодки, прислал толстую тетрадь с расчётами, доказывающими виновность того, кто управлял лодкой; мать доказывала невиновность сына-студента, обвинённого в убийстве и т.д. Я потеряла сон, рассылая эти обращения в разные инстанции: в прокуратуру, в следственные органы, в различные министерства.

Георгий Мартынюк и Леонид Каневский считали, что «ЗнаТоКи» способствуют улучшению работы милиции тем, что создают её положительный образ. Кроме этого, многие работники МВД и создатели сериала отмечают факт падения преступности во время трансляций «ЗнаТоКов». Марк Минков также вспоминал, что работникам МВД понравилась идея тройки, которая фигурировала в телесериале, и один из милицейских генералов предлагал таким образом построить реальную работу милиции.

### Актёры и герои
Как случается с актёрами длительных сериалов, образы их героев тесно переплелись с их собственными, и многие люди прямо отождествляли Л. Каневского и Г. Мартынюка с работниками милиции. До определенной степени это делали и сами актёры, например Леонид Каневский регулярно отмечает День милиции как свой праздник. Георгий Мартынюк вспоминал:

На меня обрушилась такая лавина славы, что даже по улице невозможно было пройти, чтобы не услышать: «Пал Палыч!» Мне кажется, люди и фамилии моей настоящей не знали, для них я был Пал Палыч Знаменский.

Эти обстоятельства закрыли основным актёрам другие роли в кино. В Театре на Малой Бронной от хохота зрителей срывался спектакль, где Мартынюк и Каневский играли заключённых. Увидев Знаменского и Томина на нарах, публика начинала хохотать. Леонид Каневский вспоминает такой случай:

Однажды прихожу я в театр перед началом спектакля. Вахтёр говорит мне: там вас какая-то женщина дожидается. Подхожу, спрашиваю: вы ко мне? Она обрадовалась. И стала рассказывать свою историю. Бедняжка из Сухуми приехала. У неё там серьёзные проблемы были, а местная милиция их решить не смогла. Один из родственников и посоветовал ей, мол, езжай в Москву к Томину, он точно поможет. Слушаю я её внимательно, начинаю расспрашивать, а потом ловлю себя на мысли: что я делаю? Как я, актёр, смогу ей помочь? Но помог. Дал телефон адвоката, который смог вникнуть в её проблему и разобраться в сложившейся ситуации.

Георгий Мартынюк мог в последний момент обнаружить, что его авиабилет выписан на фамилию «Знаменский», а Леонид Каневский мог услышать от остановившего его инспектора ГАИ фразу «Осторожнее, товарищ Томин!»

## Фильмы
| Номер | Название             | Режиссёр           | Сценарий                  | Дата премьеры             |  |
| --- | -------------------- | ------------------ | ------------------------- | ------------------------- |  |
| Дело № 1 | Чёрный маклер        | Вячеслав Бровкин   | Ольга и Александр Лавровы | 14 февраля 1971           |  |
| В суде слушается дело о группе расхитителей, предварительное следствие по которому вёл Павел Знаменский. Неожиданно все подсудимые разом отказываются от своих прежних показаний. Теперь руководителем и организатором преступной группы все в один голос называют не сидящего рядом на скамье подсудимых Шахова, а рядового бухгалтера Шутикова, которым следствие не интересовалось. Шутиков скрылся, и местонахождение его неизвестно. Дело возвращают на доследование, Шахова освобождают из-под стражи прямо в зале суда. |                      |                    |                           |                           |  |
| |                      |                    |                           |                           |  |
| Дело № 2 | Ваше подлинное имя   | Вячеслав Бровкин   | Ольга и Александр Лавровы | 18 апреля 1971            |  |
| Следователь Знаменский ведёт заурядное дело о бродяжничестве, доставшееся ему «по наследству» от пожилого следователя, который попал в больницу. Подследственный — типичный бомж с обычной для него биографией: работа с кочевой бригадой шабашников, пьянство, утеря документов, скитания, случайные подработки и мелкое воровство. Знаменский проверяет биографию бродяги — она оказывается вымышленной. Бродяга рассказывает другую легенду — она тоже не подтверждается. Знаменский начинает подозревать, что «бродяга» куда опаснее, чем простой бездомный воришка и пьяница. |                      |                    |                           |                           |  |
| |                      |                    |                           |                           |  |
| Дело № 3 | С поличным           | Вячеслав Бровкин   | Ольга и Александр Лавровы | 9 ноября 1971             |  |
| При попытке кражи на складе промтоваров задержан Силин, недавно освободившийся из заключения. Всё говорит о том, что у Силина были сообщники в ограблении склада, более того — сообщники знали, что Силина непременно схватят и сознательно пожертвовали им, уверенные, что он их не выдаст. Действительно, Силин упорно твердит, что действовал в одиночку. Знаменский пытается понять, кого и почему покрывает Силин, и добиться от него правдивых показаний. |                      |                    |                           |                           |  |
| |                      |                    |                           |                           |  |
| Дело № 4 | Повинную голову…     | Вячеслав Бровкин   | Ольга и Александр Лавровы | 8 февраля 1972            |  |
| Знаменский расследует дело о хищениях в кондитерском цехе при ресторане «Ангара», по которому проходят подследственными заместитель директора Кудряшов и заведующая производством Маслова. Маслова искренне раскаивается в своих прегрешениях, и Знаменский отпускает ее из-под ареста до суда. Маслова тут же скрывается, и теперь ее вынужден искать Томин. |                      |                    |                           |                           |  |
| |                      |                    |                           |                           |  |
| Дело № 5 | Динозавр             | Вячеслав Бровкин   | Ольга и Александр Лавровы | 29 мая 1972               |  |
| В подъезде дома убит ударом ножа человек по фамилии Серов. Он жил не здесь, родственников и близких приятелей, к которым он часто заходил бы в гости, в подъезде нет. Расследуя убийство, «Знатоки» выходят на фальшивомонетчика со стажем Михеева. |                      |                    |                           |                           |  |
| |                      |                    |                           |                           |  |
| Дело № 6 | Шантаж               | Вячеслав Бровкин   | Ольга и Александр Лавровы | 16 и 17 сентября 1972     |  |
| Знаменский наведывается в колонию, где отбывает срок осуждённый за хищение Кудряшов, чтобы допросить его о личности ювелира, у которого расхититель приобретал золотые изделия. Кудряшов, получивший 12 лет колонии, не видит смысла скрывать поставщика, имя которого на следствии утаил. В результате за спекуляцию драгоценностями арестован сотрудник скупочного пункта Борис Миркин. В ходе допросов Знаменский убеждается, что Миркин не спекулянт-одиночка, а связан с другими подпольными дельцами. Кроме того, при помощи экспертизы установлено, что через руки Миркина проходили не только ювелирные изделия, но и золотой песок. Подпольные сбытчики краденого приискового золота пытаются добиться от Кибрит, чтобы она подделала результаты экспертизы. |                      |                    |                           |                           |  |
| |                      |                    |                           |                           |  |
| Дело № 7 | «Несчастный случай»  | Юрий Кротенко      | Ольга и Александр Лавровы | 11 ноября 1972            |  |
| Водитель такси совершил наезд на пешехода и скрылся; пострадавший скончался на месте. Сотрудница находящейся рядом конторы по озеленению Локтева переписала свидетелей и передала список милиции. Дело попадает в руки Знаменскому, профессиональную поддержку которому оказывает инспектор ГАИ Филиппов. Задача Знаменского — выяснить, только ли водитель виноват в происшествии. |                      |                    |                           |                           |  |
| |                      |                    |                           |                           |  |
| Дело № 8 | Побег                | Юрий Кротенко      | Ольга и Александр Лавровы | 1 и 2 сентября 1973       |  |
| Из колонии бежит осуждённый за злостное хулиганство Багров. Следствие по его делу вёл Знаменский. Багров любит свою жену Майю и при этом очень ревнив. Томину удаётся выяснить мотив побега: интриган-солагерник Калищенко внушил Багрову, что жена изменяет ему с директором местной школы Загорским. Ясно, что Багров явится в свой провинциальный город Еловск и, вероятно, будет мстить. Томин преследует Багрова и в конце концов оказывается с ним один на один. |                      |                    |                           |                           |  |
| |                      |                    |                           |                           |  |
| Дело № 9 | Свидетель            | Вячеслав Бровкин   | Ольга и Александр Лавровы | 10 ноября 1973            |  |
| Молодой человек, выпускник архитектурно-строительного института Алексей Дёмин, защищая девушку от пристававшего к ней кладбищенского камнетёса Платонова, получил тяжёлое увечье — лишился зрения, возможно, необратимо. Главный свидетель, инженер ТЭЦ Игорь Сергеевич Власов, видевший драку собственными глазами, сначала сам вызвался уличить хулигана, но теперь почему-то не торопится помогать следствию: крайне скупо рассказывает о подробностях увиденного, отговаривается, пытается оправдать Платонова. После нескольких долгих бесед Знаменский уверяется, что какая-то тёмная история из прошлого Власова мешает его откровенности. |                      |                    |                           |                           |  |
| |                      |                    |                           |                           |  |
| Дело № 10 | Ответный удар        | Юрий Кротенко      | Ольга и Александр Лавровы | 26, 27 и 28 августа 1975  |  |
| На приём к полковнику Скопину приходит пожилая женщина с жалобой на странную работу приёмочного пункта вторсырья: приёмщик практически не появляется на работе, а когда появляется — под любым предлогом отказывается принимать макулатуру и тряпьё. При этом по документам приёмщик перевыполняет план по приёму вторсырья у населения. Проверка вскрывает махинации шайки, которая вывозит по подложным документам ценные материалы с государственного предприятия, пропускает их через приёмный пункт, присваивает наличные деньги, предназначенные сдатчикам утиля, а сами материалы сбывает цеховикам. Главарь шайки наносит ответный удар: обвиняет Знаменского в недопустимых методах следствия, из-за которых покончил с собой один из фигурантов дела.       |                      |                    |                           |                           |  |
| |                      |                    |                           |                           |  |
| Дело № 11 | Любой ценой          | Вячеслав Бровкин   | Ольга и Александр Лавровы | 4 июня 1977               |  |
| В камеру предварительного заключения попадает некто Холин, студент, обвиняемый в убийстве. В этой же камере по мелкому хозяйственному преступлению сидит Тобольцев, мужчина средних лет, отец двоих детей. Дело Тобольцева ведёт майор Знаменский, дело Холина — следователь Панков. Примерно через месяц во время допроса Тобольцев вдруг заявляет Знаменскому, что убийство, в котором обвиняют Холина, совершил он, Тобольцев, а юноша невиновен. |                      |                    |                           |                           |  |
| |                      |                    |                           |                           |  |
| Дело № 12 | «Букет» на приёме    | Вячеслав Бровкин   | Ольга и Александр Лавровы | 20 мая 1978               |  |
| Произошло ограбление квартиры супругов Петуховых — соседей Томина. Ограбление оказалось неудачным для преступников, потому что в квартире не нашлось денег, на которые те рассчитывали. В то же время потерпевшие заявили, что у них забрали крупную сумму денег, присланных работающим на Севере сыном. Приехавший в Москву сын также подтверждает, что присылал родителям деньги, но при этом ведёт себя как-то неуверенно и отказывается писать заявление о возбуждении гражданского иска о возврате украденной суммы. Следствию приходится выяснять: так были ли в действительности в квартире деньги, и если были, то откуда они взялись и откуда преступники могли знать об их наличии?                                                                         |                      |                    |                           |                           |  |
| |                      |                    |                           |                           |  |
| Дело № 13 | До третьего выстрела | Вячеслав Бровкин   | Ольга и Александр Лавровы | 11 и 12 ноября 1978       |  |
| Знаменский расследует вооружённое ограбление магазина. Личность преступника через какое-то время устанавливают, Томин находит его, это опасный рецидивист Бондарь, но всё оказывается напрасно: продавцы не могут уверенно опознать бандита, а решающая улика — пистолет — бесследно исчезла. |                      |                    |                           |                           |  |
| |                      |                    |                           |                           |  |
| Дело № 14 | Подпасок с огурцом   | Вячеслав Бровкин   | Ольга и Александр Лавровы | 19 октября 1979           |  |
| На таможне задержана картина «Подпасок с огурцом», которую некий иностранец собирался вывезти за границу. Экспертиза выявила, что под ничем не выдающейся живописью неизвестного автора скрывается подлинный эскиз кисти Эль Греко. Иностранный турист заявил, что купил «Подпаска» в комиссионном магазине и ничего не знал о скрытом содержимом картины, так что оснований для привлечения его за контрабанду нет. Дело передано в милицию, и «ЗнаТоКи» знакомятся с целой группой спекулянтов и фальсификаторов произведений искусства. |                      |                    |                           |                           |  |
| |                      |                    |                           |                           |  |
| Дело № 15 | Ушёл и не вернулся   | Вячеслав Бровкин   | Ольга и Александр Лавровы | 9 ноября 1980             |  |
| Знаменский и Кибрит расследуют дело о хищениях на красильной фабрике в провинциальном городке. В тот момент, когда «ЗнаТоКи» нападают на след преступной группировки, пропадает важный фигурант в деле — начальник сушильного цеха Миловидов, который накануне публично, на общем собрании обвинил нескольких работников фабрики в ненадлежащем ведении дел. |                      |                    |                           |                           |  |
| |                      |                    |                           |                           |  |
| Дело № 16 | Из жизни фруктов     | Виктор Турбин      | Ольга и Александр Лавровы | 14 ноября 1981            |  |
| Майора Знаменского включают в группу комитета народного контроля, расследующую многочисленные случаи злоупотреблений на плодоовощной базе, которой заведует Антонина Михайловна Чугунникова. Представители группы обнаруживают, что пропажа нескольких грузовиков овощей — рядовое явление на базе. Знаменский, занимающийся поиском бесследно исчезнувших трёх вагонов с помидорами, очень быстро понимает, что столкнулся со сложившейся преступной группировкой, которая, пользуясь объективными сложностями учёта и несовершенством системы контроля, занимается систематическими хищениями в особо крупных размерах. |                      |                    |                           |                           |  |
| |                      |                    |                           |                           |  |
| Дело № 17 | Он где-то здесь      | Геннадий Павлов    | Ольга и Александр Лавровы | 9 ноября 1984             |  |
| Водитель новой «Волги» не справился с управлением, вылетел с трассы и погиб. В машине обнаружена крупная сумма денег — 62 тысячи рублей. Как показало расследование «ЗнаТоКов», водитель, Анатолий Артамонов, вёл двойную жизнь. В одной — он сотрудник службы времени с весьма скромным достатком, стареньким «Москвичом», примерный семьянин, отличный парень. В другой — преуспевающий делец подпольной мастерской, пижон на новой «Волге», имеющий любовницу и прочие «прелести» финансового благополучия. |                      |                    |                           |                           |  |
| |                      |                    |                           |                           |  |
| Дело № 18 | Полуденный вор       | Виктор Турбин      | Ольга и Александр Лавровы | 23 марта 1985             |  |
| В разработку «ЗнаТоКов» попадают два дела. Одно из них связано с бандой, промышляющей угоном и сбытом автомобилей. Другое — с вором-«гастролёром» Глебом Цараповым. Уникальная особенность преступника заключается в том, что свои кражи он совершает ровно в полдень, каждый раз проявляя при этом недюжинную изобретательность и хладнокровие. |                      |                    |                           |                           |  |
| |                      |                    |                           |                           |  |
| Дело № 19 | Пожар                | Юрий Кротенко      | Ольга и Александр Лавровы | 27 декабря 1985           |  |
| «ЗнаТоКи» выезжают на пожар. Сгорел практически дотла ОРСовский склад промтоваров. Старичок-сторож вечером почувствовал необъяснимую сонливость, заснул на посту, не сумел вовремя отреагировать на возгорание, и пожарных вызвал случайный прохожий, когда было уже поздно. На днях на складе ожидалась полугодовая ревизия — случайно ли возникло возгорание? |                      |                    |                           |                           |  |
| |                      |                    |                           |                           |  |
| Дело № 20 | Бумеранг             | Василий Давидчук   | Ольга и Александр Лавровы | 11 апреля 1987            |  |
| «ЗнаТоКи» расследуют кражу денег из касс универмага в подмосковном городке — преступники проникли в магазин в обеденный перерыв, воспользовавшись халатностью работников, имевших обыкновение уходить на обед, не включая сигнализацию. Единственный свидетель, шофёр Алексей Барсуков, отец-одиночка с двумя маленькими детьми, живший вблизи станции метро «Новокузнецкая», был запуган преступниками и поэтому скрыл, что видел преступников и даже знает одного из них. На месте преступления находят записную книжку, перчатку и папиросные окурки, по которым следствие выходит на ранее судимого Подкидина. |                      |                    |                           |                           |  |
| |                      |                    |                           |                           |  |
| Дело № 21 | Без ножа и кастета   | Вячеслав Бровкин   | Ольга и Александр Лавровы | 21 мая 1988               |  |
| На приём к генералу милиции приходит москвич Охтин, недавний новосёл. Он жалуется на безобразное состояние дома и бездеятельность ДЭЗ № 23, к которому относится дом. Проблемы ЖКХ не относятся к компетенции милиции, но Охтин упоминает о проводимых ДЭЗом странных ремонтах в домах, предназначенных под снос; генерал даёт указание начать проверку деятельности ДЭЗ № 23. Чтобы не спугнуть начальника ДЭЗа Мусницкого, расследование «ЗнаТоКов» ведётся под видом обычной бухгалтерской проверки. |                      |                    |                           |                           |  |
| |                      |                    |                           |                           |  |
| Дело № 22 | Мафия                | Геннадий Павлов    | Ольга и Александр Лавровы | 11 ноября 1989            |  |
| 1989 год. Разгар перестройки отмечен разгулом преступности. Знаменский и Томин расследуют дела, связанные с распространением наркотиков, в том числе несколько убийств. Следователям противостоит преступная группировка, которая организовала широкомасштабное, буквально промышленное производство наркотиков. Группой руководит Олег Коваль, бывший крупный функционер-хозяйственник колоний Сибири. |                      |                    |                           |                           |  |
| |                      |                    |                           |                           |  |
| Дело № 23 | Третейский судья     | Владимир Хотиненко | Ольга и Александр Лавровы | 26 февраля — 1 марта 2002 |  |
| Август 1999 года. Александр Томин, к этому времени сотрудник Интерпола, прибывает в Москву в связи с расследованием убийства гражданина Австрии Александра Нуриева. Павел Знаменский стал руководителем специальной следственной группы МВД России, занимающейся расследованием крупных финансовых махинаций. Дело Нуриева снова свело вместе друзей, которые не виделись 5 лет. Расследование выводит «ЗнаТоКов» на Олега Коваля, который в 1989 году ушёл от правосудия. |                      |                    |                           |                           |  |
| |                      |                    |                           |                           |  |
| Дело № 24 | Пуд золота           | Вячеслав Сорокин   | Ольга и Александр Лавровы | 2—10 декабря 2002         |  |
| Знаменский с коллегами вынужден расследовать серию заказных убийств и киберпреступления, связанные с незаконным проникновением в банковские и судебные компьютерные сети. Как выясняется, их исполнители тесно связаны и составляют организованную преступную группировку под руководством бывшего адвоката. |                      |                    |                           |                           |  |
| |                      |                    |                           |                           |  |

## След в современной массовой культуре
- Леждей и Каневский (без Мартынюка) снялись в эпизоде фильма «Риск — благородное дело» (73-я минута).
- Один из «ЗнаТоКов» — Знаменский — является главным действующим лицом (ведёт допрос подозреваемого в совершении преступления) в сюжете «Улика» (64-й номер детского киножурнала «Ералаш»). За кадром звучит музыка из «Знатоков». Эта же музыка была использована и в другом эпизоде «Ералаша» — «Жажда славы» (1985).
- В первой серии мультфильма «Возвращение блудного попугая» главный герой, попугай Кеша, упоминает одного из «ЗнаТоКов» («Ну так вот, прилетаю я как-то на Таити, а майор Томин мне и говорит… А я ему говорю „Шурик, будьте осторожны, преступник вооружён“»).
- У певца-шансонье Игоря Малинина в репертуаре есть цикл частушек «Полковник Знаменский» о героях телесериала, и на вступлении к этим частушкам звучит мотив песни «Наша служба и опасна и трудна».
- В одном из выпусков программы «50 на 50» в сюжете об использовании фонограммы в качестве эксперта выступает Кибрит.
- В советском детективе «Смерть в кино» (1991) Леонид Каневский играет персонажа под именем Александр Томин. Этот персонаж, как и Каневский, является артистом, который планирует уехать в Израиль.

### Пародии
- В СССР было снято два мультфильма, кукольный (1983) и рисованный (1987), с названием «Следствие ведут Колобки», пародирующим название цикла.
- Аркадий Хайт написал на сериал пародию «Следствие ведут знахари. Сто двадцать четвёртая серия. Плёвое дело» (опубликована в книге «Не надо оваций»)[20]. Ещё одну прозаическую пародию на сериал — «По следу идут Мастаки. Дело триста седьмое. Критик» — написал Михаил Казовский (персонажи пародии носят фамилии Маменский, Стамин и Кискит; Маменского зовут Сан Санычем, а Кискит — Нинулей)[21].
- В фильме Леонида Гайдая «Частный детектив, или Операция „Кооперация“» расследующая дело о похищении кооператора милиция решает пригласить знаменитых «Знатоков», однако Знаменский, Томин и Кибрит перешли на работу в кооператив, а за работу берётся новый состав.
- В 2004 году в передаче «ОСП-студия» были показаны пародии под названием «Следствие ведут милицанеры». Знатоки (Павел Кабанов — Знаменский, Татьяна Лазарева — Кибрит и Михаил Шац — Томин) раскрывают несколько дел, однако получают выговоры — Томин не записался в шахматный кружок, Кибрит пропустила репетицию концерта ко Дню милиции, а Знаменский не уплатил профсоюзные взносы[22].